# Sarliac-sur-l'Isle
 Sarliac-sur-l'Isle  es una población y comuna francesa, situada en la región de Aquitania, departamento de Dordoña, en el distrito de Périgueux y cantón de Savignac-les-Églises.

## Demografía
| 341 | 414 | 561 | 730 | 798 | 885 |
| Para los censos de 1962 a 1999 la población legal corresponde a la población sin duplicidades (Fuente: INSEE [Consultar]) |     |     |     |     |     |